# Le Fleix
Le Fleix ist eine französische Gemeinde mit 1.498 Einwohnern (Stand 1. Januar 2022) im Département Dordogne in der Region Nouvelle-Aquitaine (vor 2016: Aquitanien). Die Gemeinde gehört zum Arrondissement Bergerac und zum Kanton Pays de la Force.
Der Name in der okzitanischen Sprache lautet Lo Flèis. Er leitet sich vom lateinischen flexus (deutsch Biegung, Krümmung, Windung) ab und weist auf die geografische Lage an einer Flussbiegung der Dordogne hin.
Die Einwohner werden Fleixois und Fleixoises genannt.

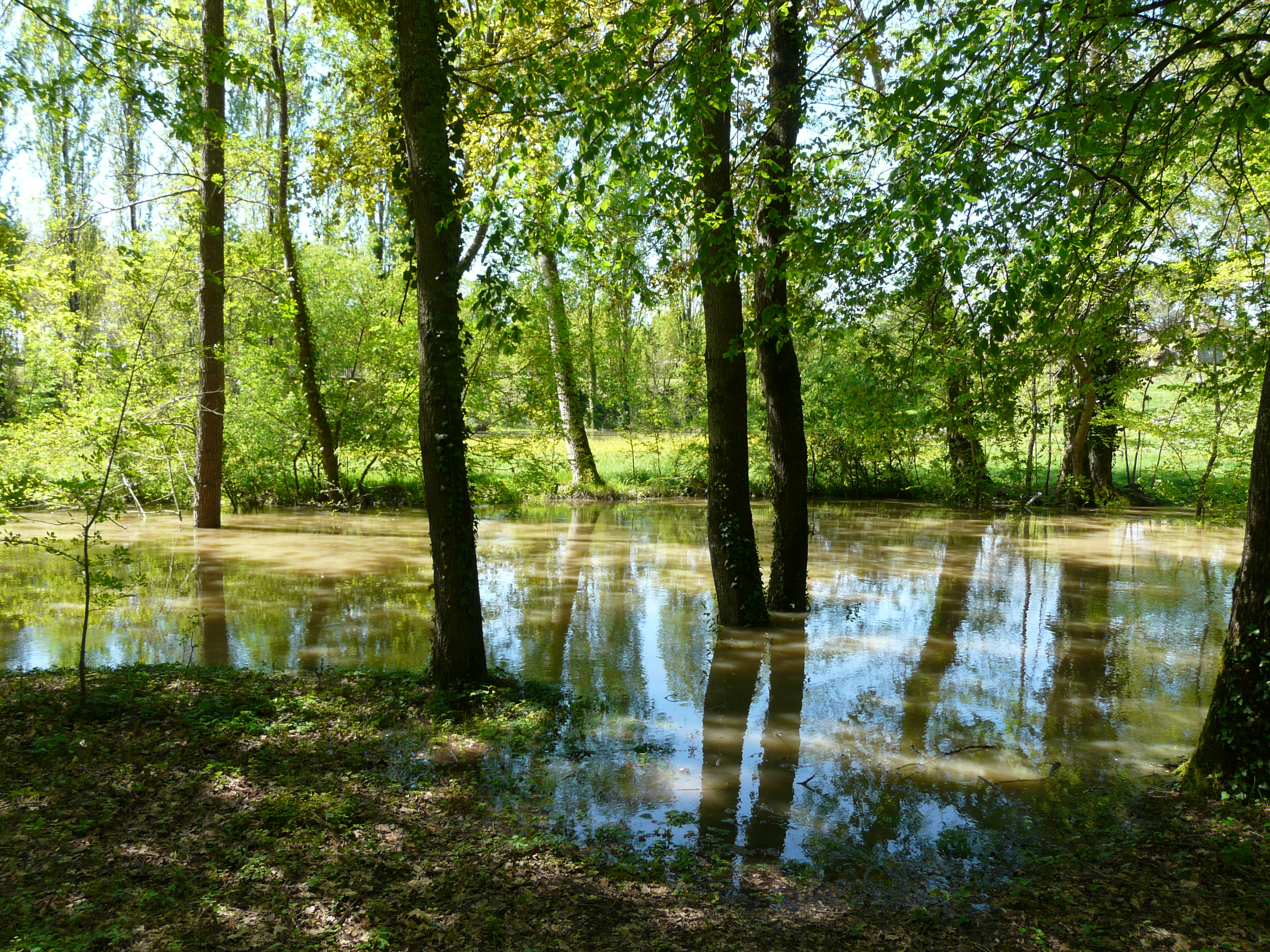
Hochwasserführender Fluss Barailler in Le Fleix

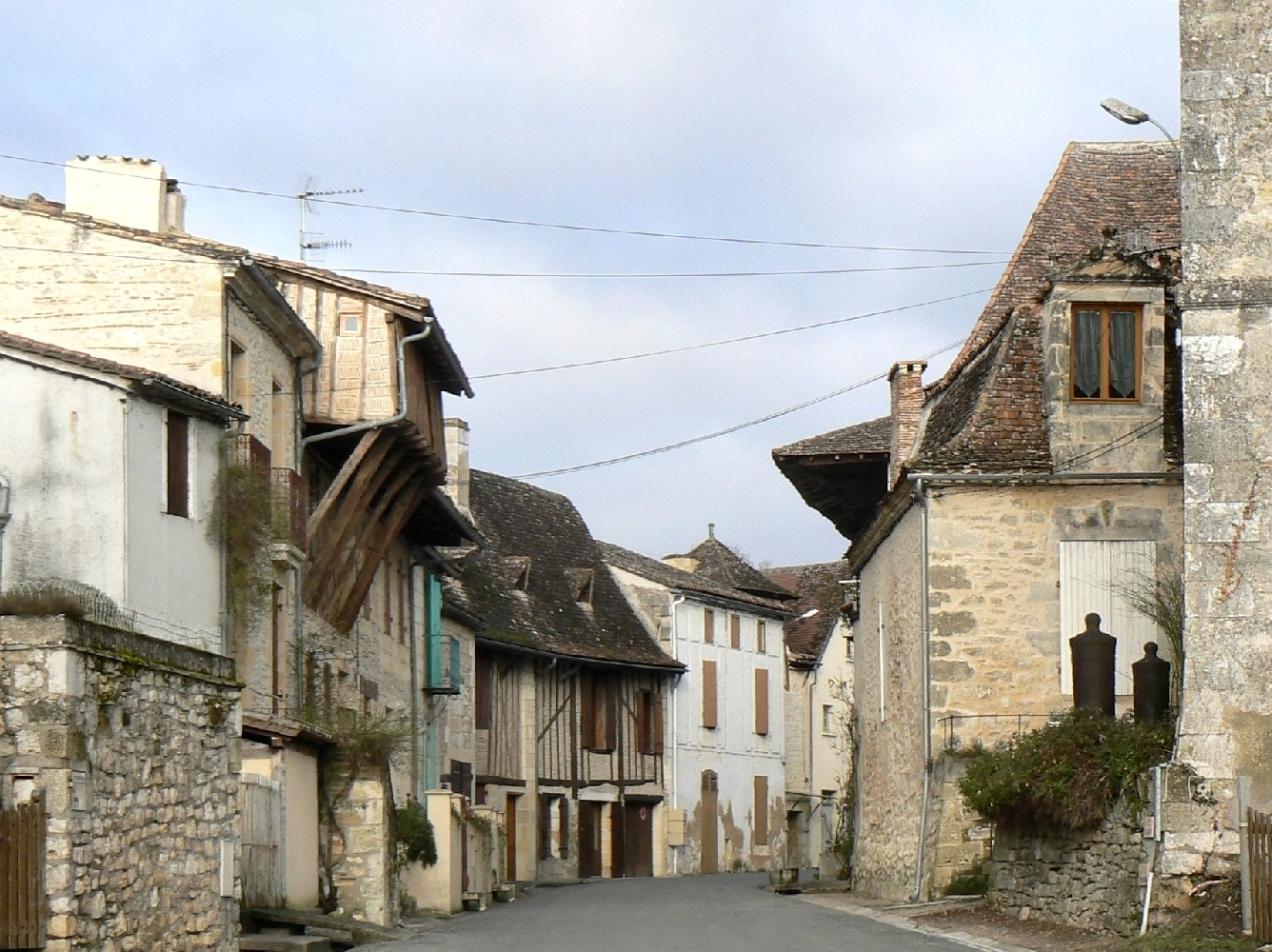
Rue du Port

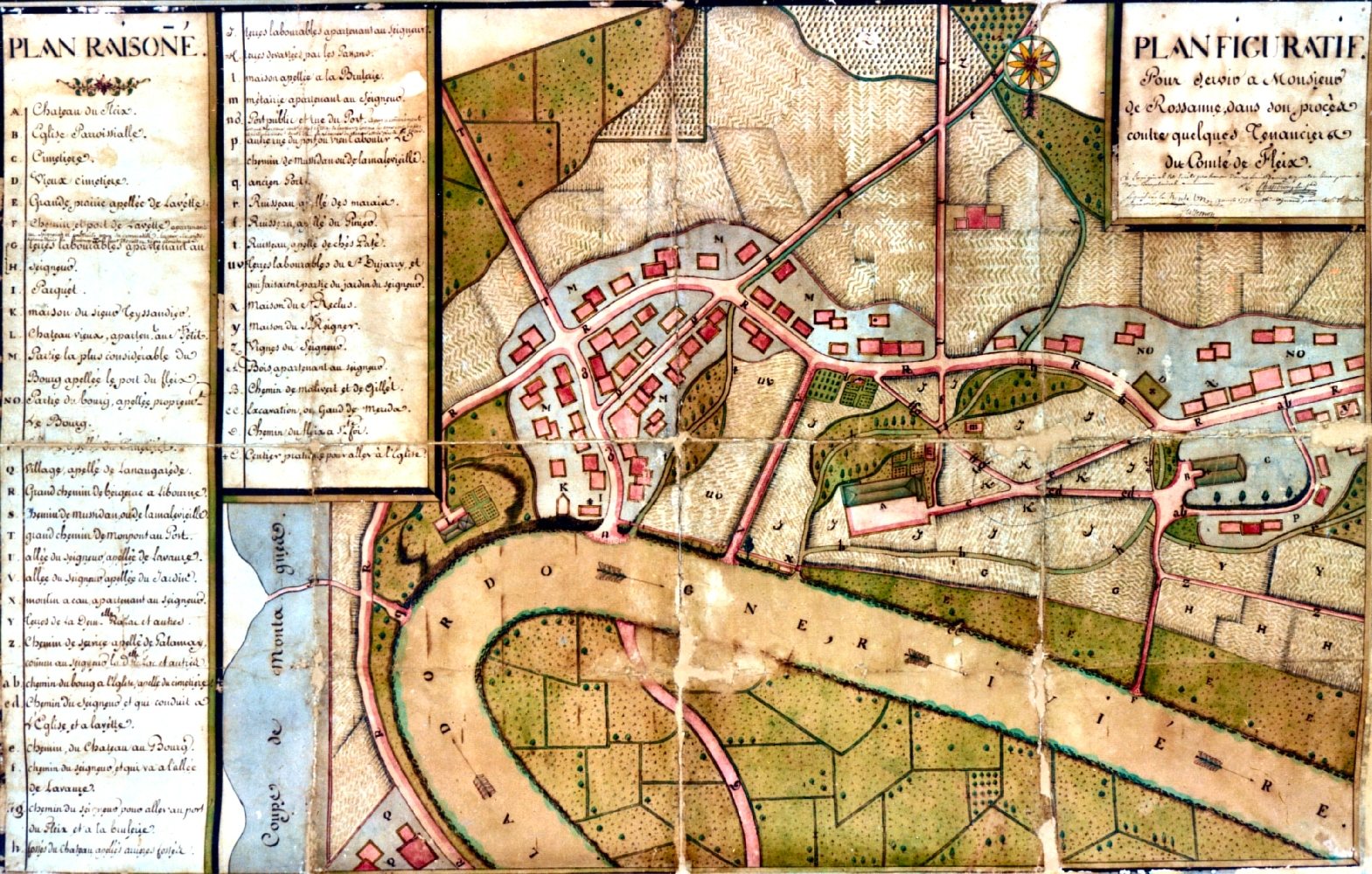
Plan von Le Fleix von 1778

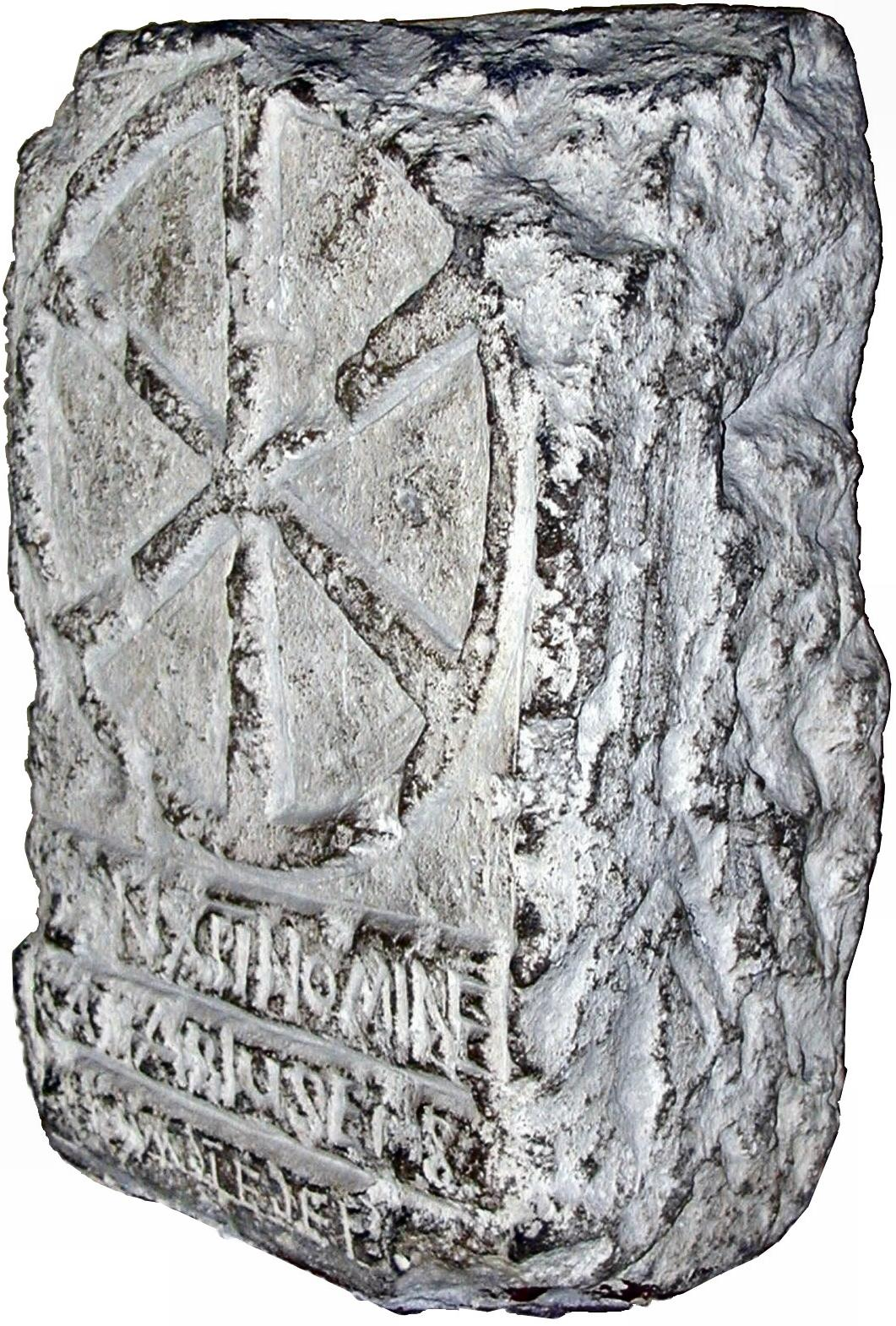
Stein des Saffarius

## Geographie
Le Fleix liegt ca. 20 km westlich von Bergerac und damit in seinem Einzugsbereich (Aire urbaine). Die Gemeinde befindet sich in der Region Bergeracois der historischen Provinz Périgord an der südwestlichen Grenze zum benachbarten Département Gironde.
Umgeben wird Le Fleix von den Nachbargemeinden:
|                             | Monfaucon                                   |                       |
| Port-Sainte-Foy-et-Ponchapt | Kompassrose, die auf Nachbargemeinden zeigt | Saint-Pierre-d’Eyraud |
|                             | Saint-Avit-Saint-Nazaire (Gironde)          |                       |

Le Fleix liegt am rechten Ufer und damit im Einzugsgebiet des Flusses Dordogne.
Nebenflüsse der Dordogne durchqueren das Gebiet der Gemeinde:
- der Barailler mit seinen Nebenflüssen,
  - der Gouyne, mit ihrem Zufluss,
    - dem Ruisseau du Cluzeau, und

  - dem Ruisseau Vieille Gouyne,
- der Ruisseau du Peytavit, der in Le Fleix entspringt,
- die Gane, die in Le Fleix entspringt,
- die Charente, die in Le Fleix entspringt,
- die Patiole, die in Le Fleix entspringt, und
- die Rode.[4]

## Geschichte
Das Gebiet der Gemeinde ist seit der Altsteinzeit besiedelt. Seit der Antike ermöglicht der Ton die Entwicklung von Töpfereien und der Herstellung von Dachziegeln und Keramiken bis zum 19. Jahrhundert. Eine religiöse Präsenz in Le Fleix geht bis in das 11. Jahrhundert und weit früher zurück. Dies belegt ein Grabstein mit dem Namen das Saffarius, Bischof von Périgueux. Ein Kloster in Le Fleix unterstand der Abtei Saint-Martial von Limoges. Le Fleix war Sitz einer Kastellanei, die die Pfarrgemeinden von le Fleix, Monfaucon und Ponchat umfasste. Der Friede von Fleix, der im „alten“ Schloss am 26. November 1580 von François-Hercule de Valois, duc d’Alençon und Heinrich IV. geschlossen wurde, beendete den Siebten Hugenottenkrieg. Es gab mit der Reformation eine protestantische Gemeinde in Le Fleix. 1587 wurde offiziell die Ausübung dieser Religion erlaubt. Die erste protestantische Kirche wurde wahrscheinlich nach dem Widerrufs des Edikts von Nantes wahrscheinlich zerstört. Das „zweite“ Schloss wurde während der Französischen Revolution teilweise zerstört und der verbliebene Bau in eine protestantische Kirche umgewandelt.

### Toponymie
Toponyme und Erwähnungen von Le Fleix waren:
- Fleis (Kopialbuch der Abtei Saint-Martial von Limoges),
- Fleisch (13. Jahrhundert, Kirchenregister),
- Ffleys (1273, Manuskript von Wolfenbüttel),
- Flexus (1364, Schriftensammlung des Abbé de Lespine),
- El Fleys (1428, Schriftensammlung von Lenquais),
- le Fleix (1750, Karte von Cassini),
- Le Fleix (1793, Notice Communale),
- Lefleix (1801, Bulletin des Lois),
- Le Fleix (1873, Dictionnaire topographique du département de la Dordogne).[6][10][11]

### Wappen

Wappen der Gemeinde Le Fleix

Das Wappen wurde am 20. Juni 1997 vom Gemeinderat angenommen und lässt sich folgendermaßen interpretieren. Die grüne Farbe erinnert an das Tal der Dordogne, die Hügel und die Weinberge. Die Sparren bezeichnen die Flussbiegung, die der Gemeinde den ursprünglichen Namen gaben. Die Brücken symbolisieren den Viadukt mit 30 Bögen und erinnern an die früheren Hafentätigkeiten, das Treideln und die Überfahrt.

### Einwohnerentwicklung
Nach Beginn der Aufzeichnungen stieg die Einwohnerzahl in der ersten Hälfte des 19. Jahrhunderts auf einen Höchststand von 1600. In der Folgezeit sank die Größe der Gemeinde bei relativ kurzen Erholungsphasen bis zu den 1920er Jahren auf rund 1100 Einwohnern, bevor eine robuste Wachstumsphase einsetzte, die bis heute anhält.
| Jahr      | 1962 | 1968 | 1975 | 1982 | 1990 | 1999 | 2006 | 2010 | 2022  |
| --------- | ---- | ---- | ---- | ---- | ---- | ---- | ---- | ---- | ----- |
| Einwohner | 1129 | 1253 | 1224 | 1241 | 1278 | 1345 | 1408 | 1433 | 1.498 |

## Gemeindepartnerschaft
Le Fleix unterhält seit 2016 eine Partnerschaft mit Langoat im französischen Département Côtes-d’Armor in der Region Bretagne.

## Sehenswürdigkeiten

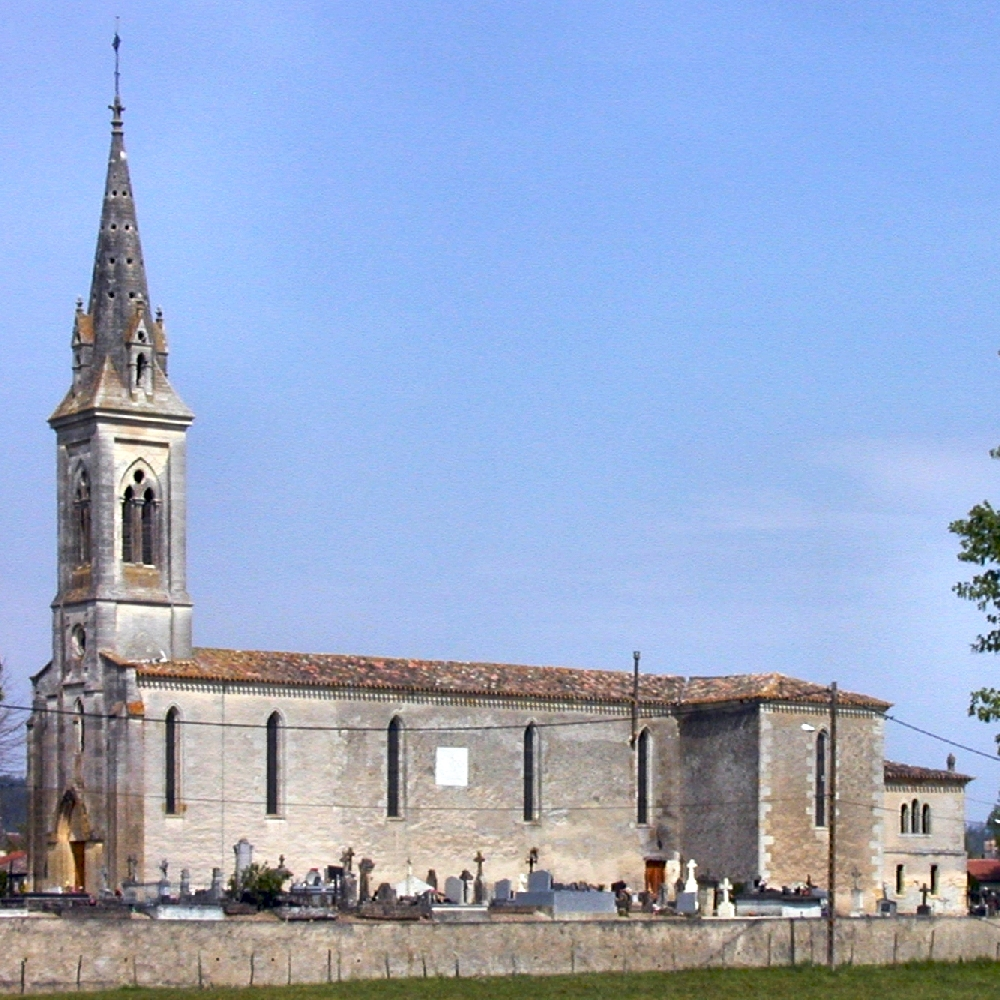
Pfarrkirche Saint-Étienne

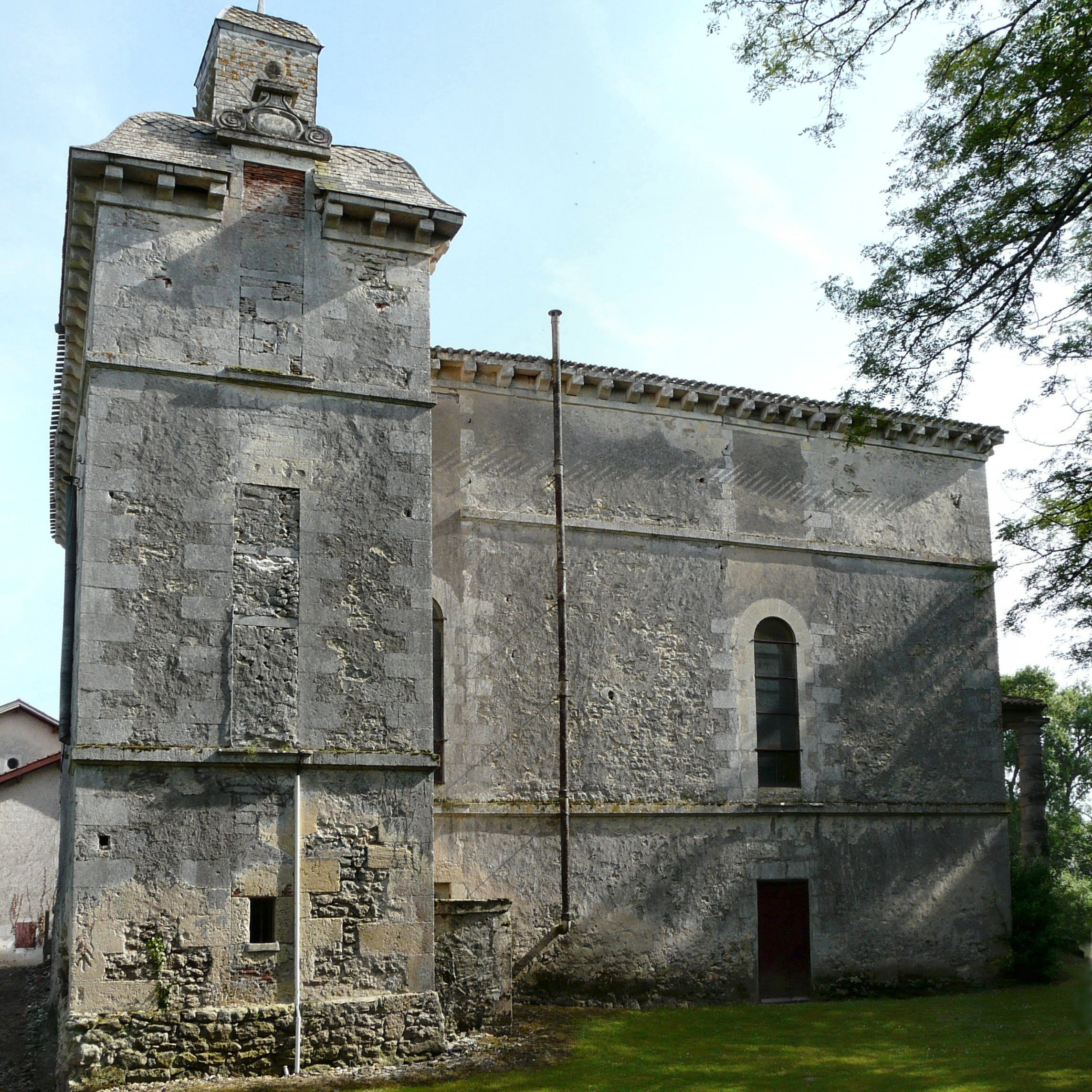
Protestantische Kirche

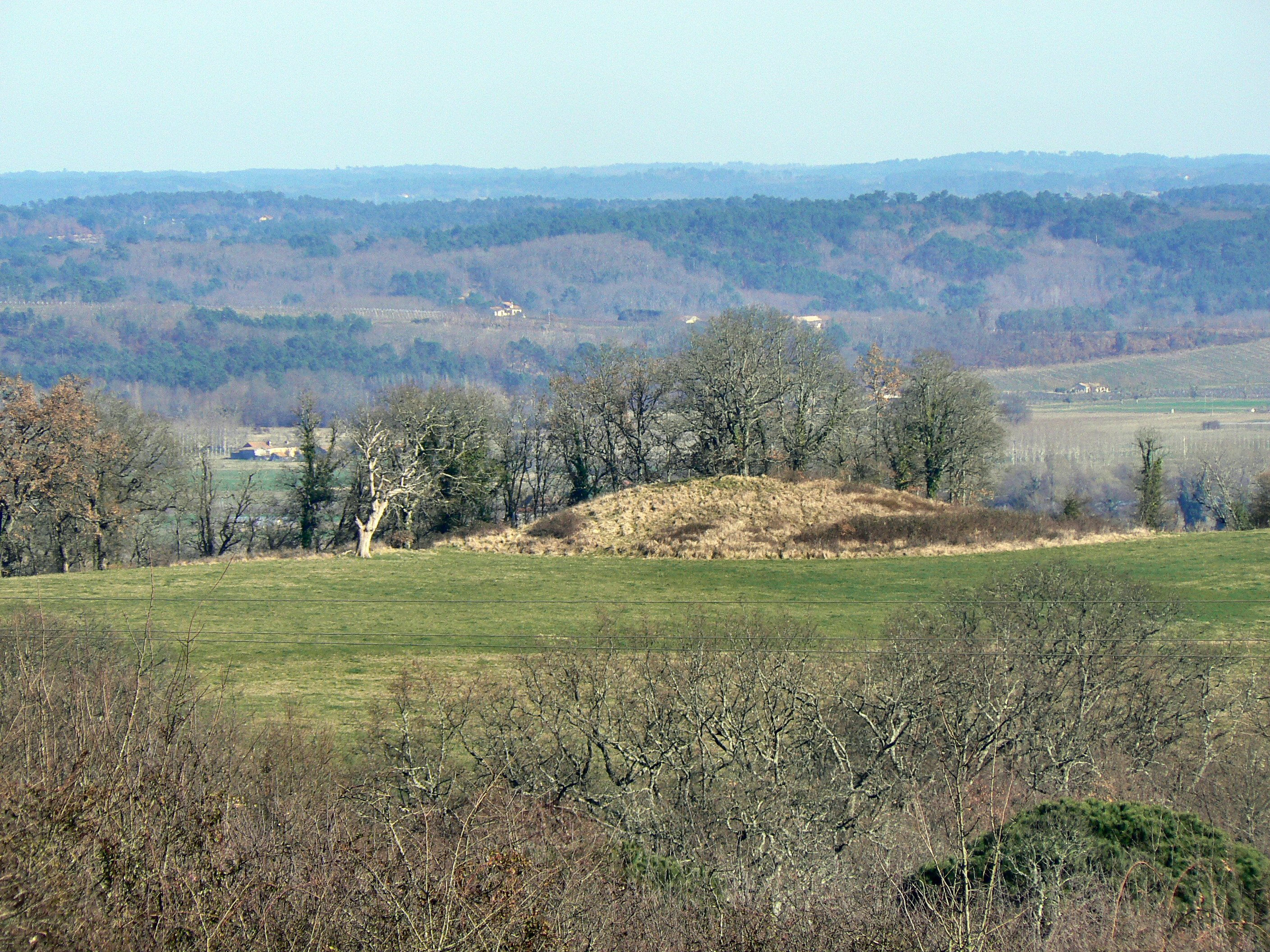
Grabhügel

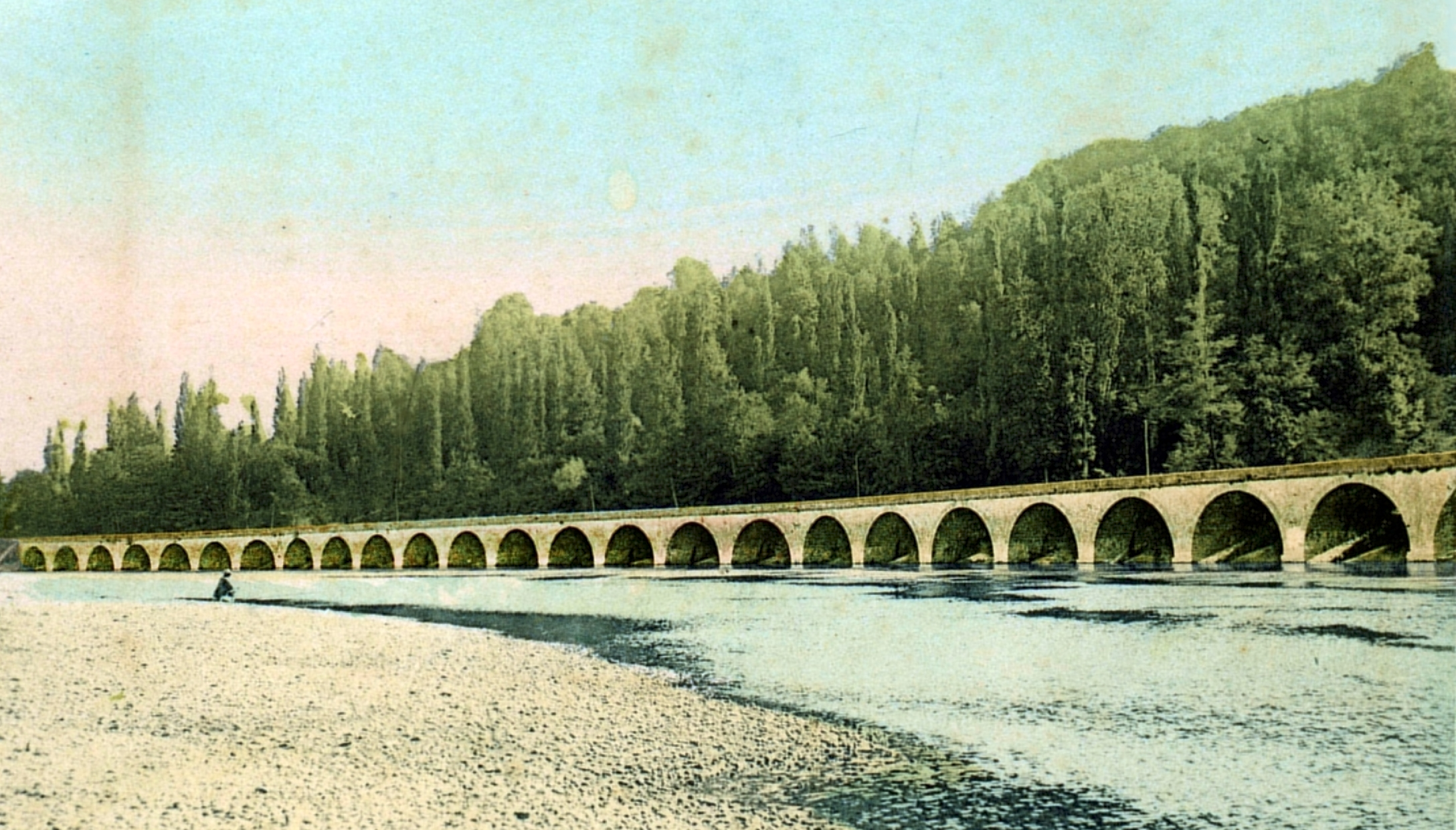
Kolorierte Postkarte von 1903 mit dem Viadukt

### PfarrkircheSaint-Étienne
Sie wurde ursprünglich im 12. Jahrhundert errichtet und im Jahre 1852 erweitert und im neugotischen Stil umgestaltet. Die Neugotik wird durch den hohen Glockenturm aus Werksteinen über der Vorhalle unterstrichen.

### Schloss von Le Fleix, in der Folge protestantische Kirche
Das Schloss wurde im 16. Jahrhundert erbaut. Es war Schauplatz des Friedens von Fleix im Jahre 1580. Es besaß im Erdgeschoss elf Räume, einen Keller, einen Flur, an dessen Ende sich ein Gefängnis befand, und eine Treppe für den Zugang zu den oberen Stockwerken. Auf der ersten Etage gab es eine Galerie, die von Pilastern aus Stein getragen wurde. Am Übergang zwischen dem Wohntrakt und dem Pavillon befand sich ein viereckiger Turm, der die Kapelle barg. Die Pferdeställe führten der Mauer entlang, die das Ganze umsäumte. Ein viereckiges Gebäude mit einem kleinen Turm ist nach den Zerstörungen während der Französischen Revolution übrig geblieben, das 1805 in eine protestantische Kirche umgewandelt wurde und 1899 neu eingerichtet wurde. Die Kirche ist heute im Besitz eines Verbands und wird für kulturelle Veranstaltungen genutzt. Sie ist seit dem 8. Februar 1968 als Monument historique eingeschrieben.

### Grabhügel
Es handelt sich wahrscheinlich um eine Grabstätte aus der Eisenzeit, das 1877 untersucht wurde. Der Durchmesser des Hügels beträgt ca. 15 Meter, seine Höhe fünf Meter. Der Zugang befindet sich momentan auf einem Privatgrundstück.

### Weitere Sehenswürdigkeiten
- Befestigung, Mauer der heute verschwundenen Burg, deren Zeitpunkt der Errichtung unbekannt ist
- Haus, genannt von Caterina de’ Medici. Seine Nordfassade hat den Baustil des 16. Jahrhunderts bewahrt
- Ehemaliger Pachthof des Schlosses, vermutlich aus dem 17. Jahrhundert
- Ehemalige Wassermühle des Seigneurs vermutlich aus dem 17. Jahrhundert, heute privater Wohnsitz
- Haus Parquet, im 17. und 18. Jahrhundert bis zur Französischen Revolution Sitz des Gerichts des Seigneurs, im 19. Jahrhundert Haus der Bootsmeister, heute im Privatbesitz
- Rue du Port, malerische Straße mit drei Schiffskanonen aus Eisen aus der Epoche des französischen Königs Ludwig XIV., die flussaufwärts gefertigt worden waren und aus unbekannten Gründen in Le Fleix ausgeladen wurden
- Ehemalige Steingutfabrik am Hafen aus dem Ende des 18. Jahrhunderts. Sie gehörte 1768 Sieur de la Porte, anschließend Pierre Imbert. Im Jahre 1770 bekleidete Jean Iperchain den Posten des Direktors. Der Betrieb wurde vermutlich während der Französischen Revolution eingestellt. Die Gebäude, die vermutlich älteren Datums als die Fabrik sind, sind heute in Privatbesitz
- Ehemalige Steingutfabrik du Bourg aus dem Ende des 18. Jahrhunderts. Das Gebäude trägt das Datum von 1763. Im Jahre 1788 wurde sie von Sieur Bonnet bewirtschaftet. Der Betrieb wurde vermutlich ebenfalls während der Französischen Revolution eingestellt. Das Gebäude ist heute in Privatbesitz
- Viadukt mit 30 Bögen mit einer Länge von je zehn Metern. Er wurde zwischen 1857 und 1858 erbaut, um den Treidelpfad und die Route départementale 20 über eine erdrutschgefährdete Zone am Ufer entlangzuführen. Er wurde 1912 durch ein Hochwasser beschädigt und teilweise wieder instand gesetzt, aber nach dem Hochwasser von 1919 wurde der Verkehr über dem Viadukt endgültig eingestellt
- Hafenkai aus dem Jahre 1861
- Fährrampe aus dem Jahre 1881
- Waschhaus, in der Mitte des 19. Jahrhunderts in der Nähe einer Quelle errichtet.[17]

## Wirtschaft und Infrastruktur

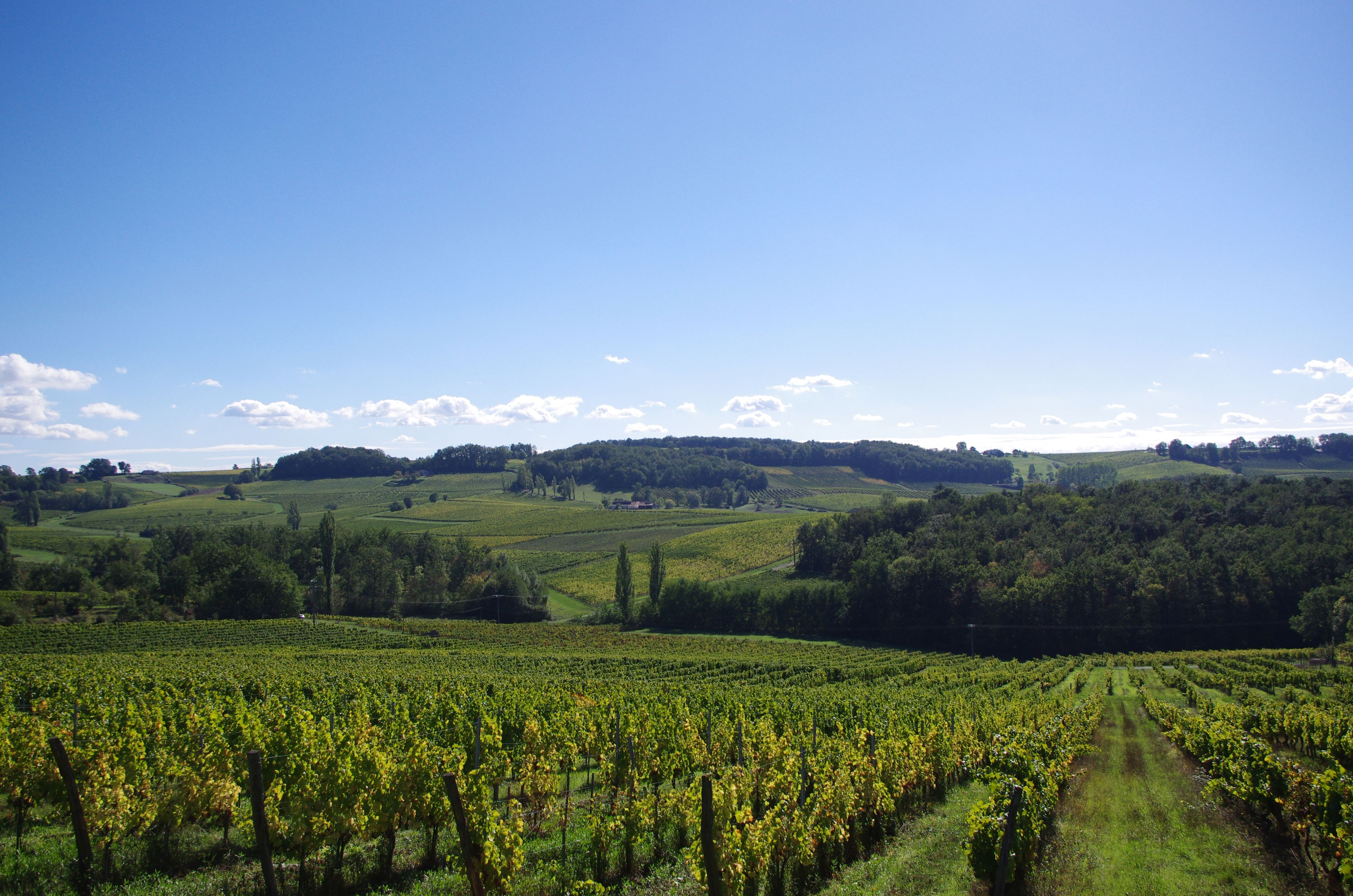
Weinberg der AOC Montravel

Le Fleix liegt in den Zonen AOC des Bergerac mit den Appellationen Bergerac, Côtes de Bergerac und Montravel.

### Bildung
Die Gemeinde verfügt über eine öffentliche Vor- und Grundschule mit 122 Schülerinnen und Schülern im Schuljahr 2018/2019 und über die private Vor- und Grundschule Saint-Joseph mit 55 Schülerinnen und Schülern.

### Sport und Freizeit
- Der Fernwanderweg GR 6D, ein Nebenweg des GR 6 von Sainte-Foy-la-Grande (Département Gironde) nach Saint-Paul-sur-Ubaye (Département Alpes-de-Haute-Provence) führt teilweise über das Gebiet der Gemeinde vorbei.

- Der Rundweg Boucle de Cap de Fer - Le Fleix besitzt eine Länge von 7,8 km bei einem Höhenunterschied von 138 m. Er führt von Zentrum durch das Gebiet der Gemeinde.[22]

### Verkehr
Die Route départementale 20 durchquert Le Fleix von Nord nach Süd und verbindet die Gemeinde im Norden mit einer Anschlussstelle der Autoroute A 89, genannt La Transeuropéenne, und im weiteren Verlauf mit Mussidan an der Verkehrsachse Bordeaux–Périgueux und im Süden mit Port-Sainte-Foy-et-Ponchapt. Die Route départementale 32 durchquert Le Fleix von West nach Ost und verbindet sie Gemeinde im Westen mit Saint-Méard-de-Gurçon und im Osten mit Bergerac. Die Route départementale 32E1 und 130 (Gironde) führt über eine Brücke über die Dordogne und verbindet Le Fleix mit der südlichen Nachbargemeinde Saint-Avit-Saint-Nazaire.

## Persönlichkeiten
- Jacques Reclus, geboren am 27. Juli 1796 in LE Fleix, gestorben am 8. April 1882 in Orthez, war ein reformierter Pastor.[23]

- Jean-Jacques Gourd, geboren am 13. September 1850 in Le Fleix, gestorben am 25. Mai 1909 in Pregny-Chambésy im Schweizer Kanton Genf. Er war reformierter Pastor und Philosoph. Jean-Jacques Gourd emigrierte in die Schweiz und lehrte Philosophie an der Universität Genf.[24]

- Marie Médard, geboren am 4. April 1921 in Paris, gestorben am 27. April 2013 in Tours, war Bibliothekarin und im Zweiten Weltkrieg Mitglied der Résistance. Sie wurde 1943 von der Gestapo verhaftet, in das KZ Ravensbrück verbracht und dort am 23. April 1945 befreit.[25]

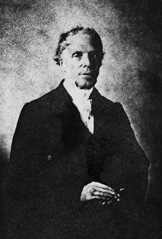
Jacques Reclus (1880)
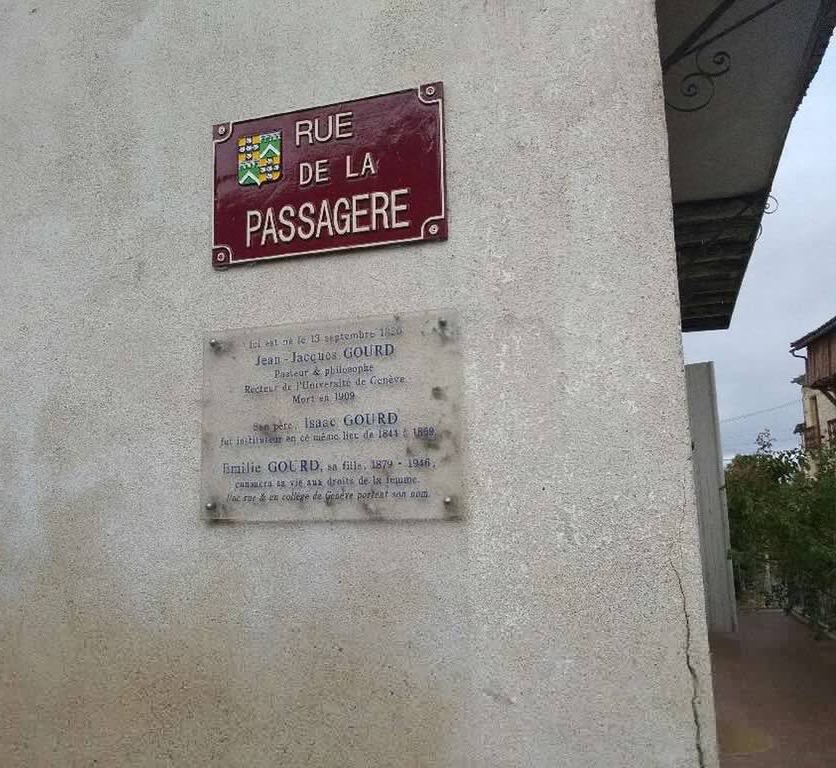
Tafel in einer Straße in Le Fleix, die Jean-Jacques Gourd, seinen Vater Isaac Gourd und seine Tochter Émilie Gourd würdigt
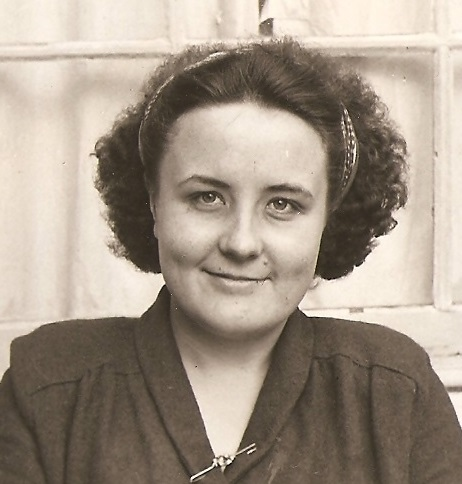
Marie Médard (1946)